# Chứng chỉ vàng

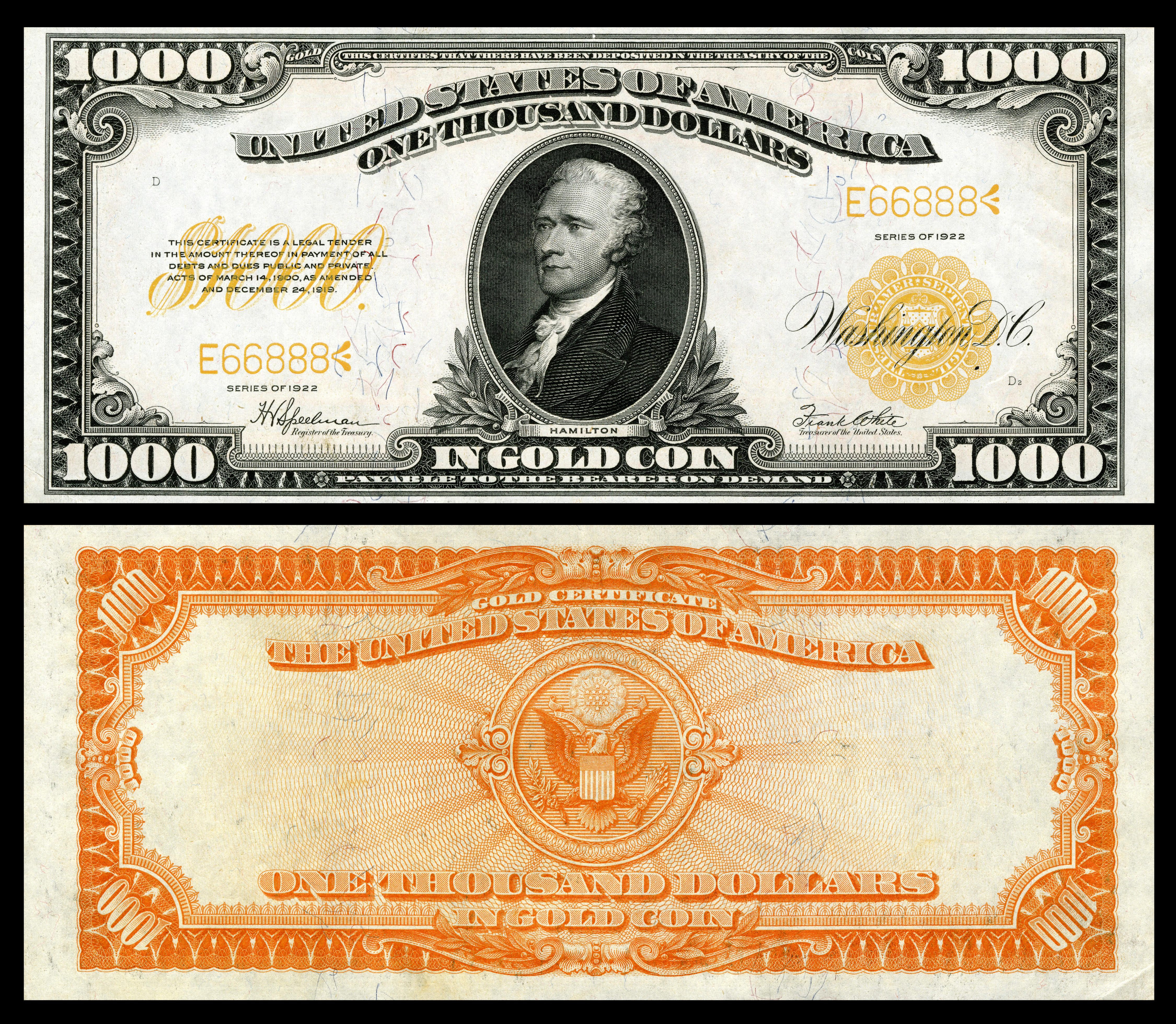
Một chứng chỉ vàng ở Hoa Kỳ

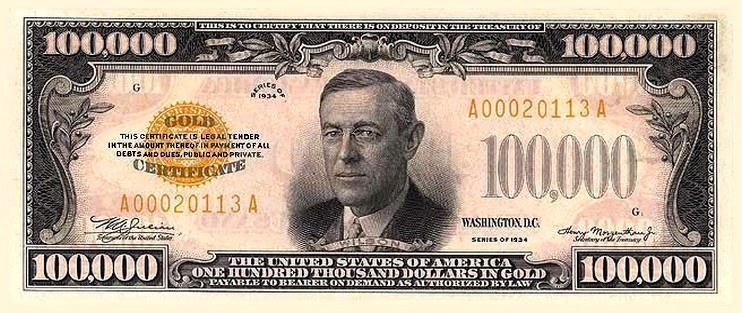
Chứng chỉ vàng có mệnh giá $100,000

Chứng chỉ vàng (Gold certificate) ở Hoa Kỳ được Bộ Ngân khố Hoa Kỳ phát hành dưới dạng tiền đại diện (Representative money) từ năm 1865 đến năm 1933. Trong khi Hoa Kỳ tuân theo chế độ bản vị vàng, các chứng chỉ này được đưa ra một cách thuận tiện hơn để người ta thuận tiện trong việc thanh toán bằng vàng hơn việc sử dụng tiền xu trong hoạt động thanh toán. Sau này, quyền sở hữu chung của công chúng đối với chứng chỉ vàng đã bị đặt ra ngoài vòng pháp luật vào năm 1933 và kể từ đó chúng chỉ được cung cấp cho Ngân hàng Dự trữ Liên bang (Federal Reserve Bank), với chứng chỉ ghi sổ thay thế cho dạng giấy.
Giấy chứng nhận vàng (Chứng chỉ vàng) lần đầu tiên được cấp phép theo Đạo luật Tiền tệ hợp pháp năm 1863 của Hoa Kỳ, nhưng chúng dường như không được in ấn phát hành cho đến năm 1865. Để thúc đẩy dòng vàng chảy vào Kho bạc và duy trì tín dụng của chính phủ Mỷ, tiền giấy không thể được sử dụng để trả thuế hải quan hoặc lãi cho khoản nợ liên bang. Thay vào đó, chứng chỉ vàng, đại diện cho tiền được giữ trong Kho bạc, được cung cấp cho những mục đích đó. Tiền giấy, như tiền pháp định (Legal tender) được sử dụng cho hầu hết các mục đích, là loại tiền giấy thống trị cho đến năm 1879 nhưng được chấp nhận với giá chiết khấu so với chứng chỉ vàng. Sau năm 1879, chính phủ bắt đầu mua lại Giấy bạc Hoa Kỳ theo mệnh giá bằng vàng, đưa chúng ngang hàng với giấy chứng nhận vàng.
Việc đổi giấy chứng nhận vàng lấy vàng đồng xu đã được kết thúc từ lời Tuyên bố của Tổng thống (ngày 6 tháng 3 năm 1933) và Sắc lệnh hành pháp 6073 (ngày 10 tháng 3 năm 1933). Vào ngày 5 tháng 4 năm 1933, Lệnh điều hành 6102 được ban hành yêu cầu tất cả mọi người ở Hoa Kỳ phải giao nộp (với một số ngoại lệ hạn chế) tất cả đồng xu vàng, thỏi vàng và chứng chỉ vàng cho Cục Dự trữ Liên bang trước ngày 1 tháng 5 năm 1933. Theo lệnh của Bộ trưởng Tài chính Hoa Kỳ ngày 28 tháng 12 năm 1933, việc sở hữu tư nhân chứng chỉ vàng bị tuyên bố là bất hợp pháp. Các hạn chế về quyền sở hữu tư nhân đối với chứng chỉ vàng đã bị Bộ trưởng Tài chính Douglas Dillon thu hồi có hiệu lực từ ngày 24 tháng 4 năm 1964, chủ yếu để cho phép các nhà sưu tập sở hữu vàng hợp pháp; tuy nhiên, chứng chỉ vàng không còn có thể đổi thành vàng mà thay vào đó có thể đổi theo mệnh giá lấy các đồng xu và tiền tệ khác của Hoa Kỳ được chỉ định là tiền tệ hợp pháp (ví dụ: Trái phiếu Dự trữ Liên bang và Trái phiếu Hoa Kỳ).